# الدوري السلوفيني لكرة القدم 1974–75
الدوري السلوفيني لكرة القدم 1974–75 هو موسم من الدوري السلوفيني لكرة القدم ‏. فاز فيه NK Svoboda Ljubljana ‏.